# Dave Mustaine
David Scott Mustaine (La Mesa, 13 de setembro de 1961),  é um músico americano. Ele é mais conhecido como o cofundador, vocalista, compositor principal e único membro consistente da banda de thrash metal Megadeth e por seu tempo como guitarrista principal do Metallica. Mustaine lançou dezesseis álbuns de estúdio com o Megadeth, vendeu mais de 50 milhões de discos em todo o mundo,  com seis álbuns certificados como platina, e ganhou um Grammy de Melhor Performance de Metal em 2017 no 59º Grammy Awards, pela faixa-título de seu décimo quinto álbum de estúdio, Dystopia.
Antes de formar o Megadeth, Mustaine era o guitarrista principal do Metallica, mas não apareceu em nenhum álbum. Ele foi, no entanto, creditado como compositor em quatro músicas de Kill 'Em All e duas músicas de Ride the Lightning. 
Mustaine nasceu em uma família de Testemunhas de Jeová. Ele agora se identifica como um cristão renascido. Mustaine passou por reabilitação ao longo de sua vida, lutando contra problemas com álcool e drogas, e lutou brevemente contra um câncer na garganta em 2019. Mustaine é casado com Pamela Anne Casselberry desde 1991, com quem tem dois filhos, Electra e Justis Mustaine.
Em uma votação popular no fórum da internet Ultimate Guitar, Mustaine foi classificado em terceiro lugar entre os 25 melhores guitarristas rítmicos de todos os tempos, em primeiro lugar no livro de Joel McIver, The 100 Greatest Metal Guitarists, em décimo lugar em "66 Melhores Guitarristas de Hard Rock + Metal de Todos os Tempos" da Loudwire, e em terceiro lugar em "10 Maiores Guitarristas Rítmicos do Rock + Metal".

## Início de vida
Mustaine nasceu em 13 de setembro de 1961, em La Mesa, Califórnia, (um subúrbio próximo de San Diego) para os pais Emily Marie (née David) e John Jefferson Mustaine. Seu pai era de ascendência francesa, alemã, irlandesa e finlandesa, enquanto sua mãe era de ascendência judaica alemã. A família de Mustaine eram Testemunhas de Jeová.
Mustaine tinha três irmãs mais velhas, Michelle, Suzanne e Debbie, que tinham 18, 15 e 3 anos, respectivamente, quando ele nasceu. Devido à significativa diferença de idade entre Mustaine e suas irmãs, quando criança ele frequentemente pensava nelas como tias em vez de irmãs. Mustaine descreveu a vida familiar como tumultuada durante sua infância, lamentando anos depois que "a vida se desfez de muitas maneiras" para sua família antes de seu nascimento. Mustaine descreveu seu pai como "um homem muito inteligente e bem-sucedido, bom com as mãos e a cabeça", que foi gerente de agência do Bank of America antes de se mudar para a NCR, onde a transição da corporação da tecnologia mecânica para a elétrica acabou tornando-o dispensável e custando-lhe o emprego. Um bebedor problemático de longa data, os problemas de John Mustaine com álcool só pioraram a partir de então, e ele deixou seu filho de quatro anos permanentemente depois que Emily se divorciou dele em 1965.

## Carreira

### Panic
Panic foi a primeira banda de Mustaine. A formação inicial era Dave Harmon na bateria, Tom Quecke na guitarra, Bob Evans no baixo e Pat Voelkes como vocalista, com Mustaine na guitarra solo. O primeiro show, realizado em Dana Point, contou com Mike Leftwych como baterista substituto. Leftwych e um técnico de som morreram em um acidente de carro após o show. Mustaine afirmou que depois que a banda começou a se desfazer em 1981, Quecke também morreu em um acidente de carro logo depois.
A primeira música que Mustaine escreveu foi Jump in the Fire. As músicas do Panic que Mustaine reutilizou para o Megadeth incluem N2RHQ (renomeado Hangar 18), Child Saint (renomeado Rust in Peace... Polaris) e Mechanix. As covers que o Panic tocou incluem Nature's Child do Triumph e This Planet's on Fire (Burn in Hell) de Sammy Hagar.

### Metallica
Em 1981, Mustaine dissolveu o Panic e se juntou ao Metallica como guitarrista principal. O baterista da banda, Lars Ulrich, havia postado um anúncio em um jornal local, The Recycler, procurando um guitarrista principal. Em suas próprias palavras, Mustaine se lembra de seu primeiro encontro com James Hetfield e Ulrich: "Eu estava na sala me aquecendo e saí e perguntei: 'Bem, vou fazer um teste ou o quê?', e eles disseram: 'Não, você conseguiu o emprego.' Eu não conseguia acreditar como tinha sido fácil e sugeri que tomássemos uma cerveja para comemorar."
O Metallica começou a gravar seu primeiro álbum intitulado Kill 'Em All em 1983, mas a permanência de Mustaine com o Metallica durou pouco. Brian Slagel, dono da Metal Blade Records, relembrou em uma entrevista: "Dave era um cara incrivelmente talentoso, mas também tinha um problema incrivelmente grande com álcool e drogas. Ele ficava bêbado e se tornava um verdadeiro louco, um megalomaníaco furioso, e os outros caras simplesmente não conseguiam lidar com isso depois de um tempo. Quer dizer, todos bebiam, é claro, mas Dave bebia mais... muito mais. Eu podia ver que eles estavam começando a ficar fartos de ver Dave bêbado até a morte o tempo todo."
Em uma ocasião, Mustaine levou seu cachorro para o ensaio; o cachorro pulou no carro do baixista do Metallica, Ron McGovney, e arranhou a pintura. Hetfield supostamente gritou com o cachorro de Mustaine e o chutou em um acesso de raiva, o que levou Mustaine a atacá-lo fisicamente. Mustaine foi demitido após a altercação, mas no dia seguinte, Mustaine pediu para voltar à banda e seu pedido foi atendido. Outro incidente ocorreu quando Mustaine, que estava bebendo, derramou uma lata de cerveja no braço e nos captadores do baixo de McGovney, resultando em danos elétricos. McGovney alegou que não tinha conhecimento dos danos e que recebeu um choque elétrico ao conectá-lo a um amplificador.
Em 11 de abril de 1983, depois que o Metallica dirigiu até Nova Iorque para gravar seu álbum de estreia, Mustaine foi oficialmente expulso da banda por causa de seu alcoolismo, abuso de drogas, comportamento excessivamente agressivo e conflitos pessoais com os membros fundadores Hetfield e Ulrich, um incidente ao qual Mustaine se refere como "sem aviso, sem segunda chance". A banda empacotou o equipamento de Mustaine, o levou até o Terminal Rodoviário da Autoridade Portuária e o colocou em um ônibus Greyhound com destino a Los Angeles. Nesta viagem de ônibus, Mustaine rabiscou algumas ideias para as letras no verso de um cartaz, que mais tarde se tornou a música "Set the World Afire" do álbum de 1988 do Megadeth, So Far, So Good... So What!.
Durante seu tempo no Metallica, Mustaine fez turnê com a banda, co-escreveu quatro músicas que apareceram em Kill 'Em All e co-escreveu duas músicas que eventualmente apareceram no álbum Ride the Lightning de 1984. Mustaine também fez alegações não verificadas de ter escrito partes de "Leper Messiah" do Master of Puppets.

### Fallen Angels
Fallen Angels foi o nome da banda de curta duração que Mustaine fundou após sua saída do Metallica. Em abril de 1983, após retornar à Califórnia para morar com sua mãe, ele conseguiu o que chama de seu primeiro emprego de verdade com a ajuda de Robbie McKinney. McKinney e um amigo, Matt Kisselstein, trabalharam com Mustaine como operadores de telemarketing. Mustaine largou o emprego depois de ganhar dinheiro suficiente para se mudar para um apartamento em Hollywood e recrutou McKinney, que tocava guitarra, e Kisselstein, que tocava baixo, para sua banda Fallen Angels. Em sua biografia, Mustaine descreve que "Nos faltava a química, a energia, a faísca - ou como você queira chamar - que dá vida a uma banda em sua infância." A parceria não durou.
Isso abriu caminho para sua parceria com David Ellefson e Greg Handevidt. Ellefson estava tocando a linha de baixo de abertura de "Runnin' with the Devil" do Van Halen no apartamento abaixo do de Mustaine. Depois de pisar no chão e gritar para eles pararem, Mustaine, estando de ressaca na época, pegou um vaso de planta e jogou pela janela e atingiu o ar condicionado do apartamento abaixo. Isso resultou na vinda dos dois ao apartamento de Mustaine para pedir cigarros. Mustaine respondeu "Há uma loja na esquina" e bateu a porta na cara deles. Poucos minutos depois, eles bateram na porta, desta vez perguntando se poderiam comprar cerveja para ele. Resposta de Mustaine: 'OK, agora vocês estão falando'. Eles passaram a noite falando sobre música e, logo depois, Mustaine, Ellefson e Handevidt eram companheiros de banda.
Com pouca confiança em suas próprias capacidades vocais, Mustaine adicionou 'Lor' Kane ao elenco dos Fallen Angels. Kane não ficou muito tempo, embora seja creditado pela sugestão de que eles deveriam mudar o nome para Megadeth, sabendo que Mustaine havia escrito uma música com o mesmo nome. Depois que Kane saiu, o primeiro de muitos bateristas, Dijon Carruthers, juntou-se à banda. A formação de Mustaine, Ellefson, Handevidt e Carruthers foi uma das primeiras encarnações do Megadeth.

## Megadeth

### Década de 1980
Após audições malsucedidas para vocalista, Mustaine assumiu as funções vocais no primeiro ensaio do Megadeth, além de tocar guitarra solo e base. Em 1984, o Megadeth produziu uma demo de três músicas com o baterista Lee Rauch, que substituiu Carruthers depois que Mustaine e Ellefson decidiram que não podiam confiar nele. Carruthers havia escolhido esconder sua ascendência negra deles alegando que era espanhol, e eles não conseguiam entender por que ele os enganaria. Kerry King se juntou à banda para alguns shows; no entanto, ele optou por deixar o Megadeth depois de menos de uma semana para que pudesse continuar trabalhando em sua própria banda, Slayer. O baterista influenciado pelo jazz Gar Samuelson substituiu Rauch, que saiu depois que Mustaine o convenceu a tocar com um pé quebrado. O Megadeth gravou uma demo como uma banda de três integrantes, que chamou a atenção do guitarrista Chris Poland, também um músico de jazz e amigo de Samuelson, que posteriormente se juntou à banda. Em novembro, a banda assinou um contrato com a Combat Records e começou a fazer turnês.
Em junho de 1985, o Megadeth lançou seu primeiro álbum, Killing Is My Business... and Business Is Good!, pela Combat Records. Naquele verão, a banda excursionou pelos EUA e Canadá com o Exciter. O guitarrista Mike Albert substituiu Chris Poland quando ele foi preso por posse de heroína. Após Poland ser libertado, ele voltou à banda em outubro e a banda então começou a gravar seu segundo álbum de estúdio para o Combat. Na véspera de Ano Novo daquele ano, o Megadeth tocou em São Francisco com o Exodus e o Metal Church. O Metallica foi a atração principal. Esta foi a única vez que o Megadeth e o Metallica estavam no mesmo card, até 1991.
Em 1986, um ano após o lançamento de seu álbum de estreia, Mustaine abordou a Jackson Guitars para uma guitarra personalizada. Jackson modificou seu modelo Jackson King V existente para Mustaine adicionando mais dois trastes ao King V padrão de 22 trastes. Na década de 1990, a empresa começou a produzir em massa uma série de assinatura de Dave Mustaine, Jackson King V, que continuou até o início dos anos 2000.
No ano seguinte, a grande gravadora Capitol Records assinou com o Megadeth e obteve os direitos de seu segundo álbum de estúdio, Peace Sells... but Who's Buying?. O Megadeth abriu uma turnê pelos Estados Unidos com King Diamond e Motörhead. Peace Sells... but Who's Buying?, lançado em 19 de setembro de 1986, é frequentemente considerado um clássico do thrash metal, produzindo a notável faixa-título (cujo baixo de abertura foi usado pelos segmentos da MTV News) bem como o hino do thrash "Wake Up Dead".
Em fevereiro de 1987, o Megadeth abriu a turnê Constrictor de Alice Cooper. A banda também excursionou com King Diamond, cuja banda anterior, Mercyful Fate, foi uma grande influência para o Megadeth. Em março, a primeira turnê mundial do Megadeth começou no Reino Unido. Mustaine e Ellefson participaram do álbum License to Kill, do Malice. O Megadeth regravou "These Boots" para a trilha sonora do filme Dudes, e naquele verão saiu em turnê com Overkill e Necros. Em meio a problemas com drogas e suspeitas de roubo e venda de equipamentos da banda para o tráfico de drogas, Mustaine demitiu Poland e Samuelson após seu último show no Havaí.
Chuck Behler, que havia sido técnico de bateria de Samuelson, tornou-se o novo baterista do Megadeth, com o guitarrista Jeff Young substituindo Poland. O Megadeth lançou seu terceiro álbum de estúdio, So Far, So Good... So What!, em 19 de janeiro de 1988. O álbum contém a música "In My Darkest Hour", que, de acordo com as notas do encarte de So Far, So Good... So What!, foi composta após a morte do baixista do Metallica, Cliff Burton. "Hook in Mouth" atacou o Parents Music Resource Center com entusiasmo, embora seu cover de "Anarchy in the U.K." do Sex Pistols, apesar da participação especial do ex-Pistol Steve Jones, tenha sido imprudente aos olhos do crítico da Allmusic.
Mais tarde naquele ano, o Megadeth abriu para o Dio e depois para o Iron Maiden em turnê, antes de tocar no festival Monsters of Rock em Castle Donington, no Reino Unido, com Kiss, Iron Maiden, Guns N' Roses, David Lee Roth e Helloween. Pouco depois, Mustaine demitiu Behler e Young, acusando Young de ter pensamentos de um relacionamento com a então namorada de Mustaine. Por volta desse período, Mustaine produziu o álbum de estreia da banda de thrash metal Sanctuary, de Seattle, chamado Refuge Denied.
Nick Menza, que era o técnico de bateria de Chuck Behler, juntou-se ao Megadeth em 1989, e a banda gravou sua única faixa como um trio: um cover de "No More Mr. Nice Guy" de Alice Cooper para o filme de terror Shocker. A diretora de cinema Penelope Spheeris contaria mais tarde no episódio do Megadeth de Behind the Music que Mustaine apareceu na gravação do vídeo tão chapado de heroína e outras drogas que não conseguia cantar e tocar violão ao mesmo tempo; portanto, o canto e a execução tiveram que ser gravados separadamente. Mustaine foi preso por "dirigir embriagado" naquele março com sete ou mais drogas em seu sistema e foi forçado pelas autoridades a entrar em um programa de reabilitação (a primeira de suas 15 visitas a centros de reabilitação).

### Década de 1990

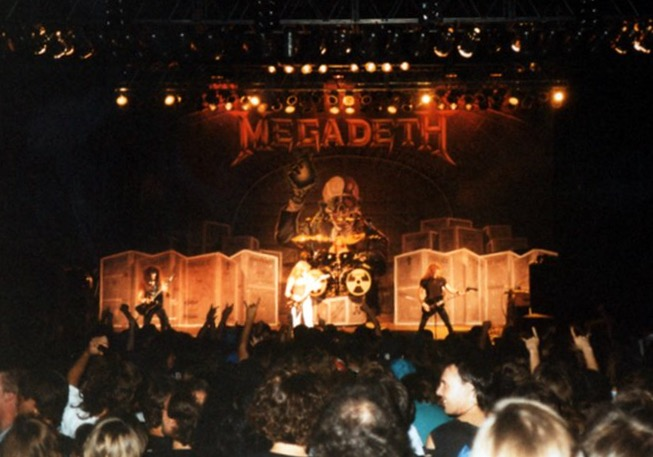
Megadeth se apresentando no Sloss Furnaces em Birmingham, Alabama, em julho de 1991

Após a dissolução do Cacophony em 1989, Marty Friedman foi testado no mesmo ano para preencher a vaga de guitarrista principal e se juntou à banda em fevereiro de 1990. Em setembro daquele ano, a banda se juntou à turnê "Clash of the Titans" no exterior com Slayer, Suicidal Tendencies e Testament. A turnê começou um mês antes do Megadeth lançar Rust in Peace (1990), que foi citado como um dos melhores discos de thrash metal de todos os tempos por publicações como Decibel e Kerrang! e continuou seu sucesso comercial. Eles então voltaram à estrada para promover o novo álbum, desta vez como suporte para Judas Priest.

O Megadeth começou 1991 se apresentando para um público de 145.000 pessoas no Rock in Rio antes de começar sua própria turnê mundial com o Alice in Chains como convidado especial. Mustaine se casou em abril, mesmo mês em que o vídeo caseiro Rusted Pieces foi lançado. Naquele verão, a turnê Clash of the Titans chegou aos EUA, com Megadeth, Slayer e Anthrax, com o Alice in Chains assumindo a vaga de abertura. Mais tarde naquele ano, a música "Go to Hell" do Megadeth foi apresentada na trilha sonora de Bill & Ted's Bogus Journey.